# テクニカルエンジニア(情報セキュリティ)試験
テクニカルエンジニア（情報セキュリティ）試験（テクニカルエンジニア じょうほうセキュリティしけん、Information Security Engineer Examination、略称情報セキュリティ、略号SV）は、情報処理技術者試験にあった区分である。
廃止前のテクニカルエンジニア（情報セキュリティ）試験合格者は、後継資格の情報処理安全確保支援士（RISS）の有資格者となり、支援士制度開始から2年間の経過措置期間に情報処理安全確保支援士登録簿に登録することにより、情報処理安全確保支援士となることができた。

## 概要
2006年（平成18年）春期から年一回、情報セキュリティに特化した開発者を対象とした試験として実施。
- 従前は情報セキュリティに関する国家試験として2001年（平成13年）秋期から実施された情報セキュリティアドミニストレータ試験があった。
- 出題範囲は、セキュリティとネットワーク技術に関する事柄が中心で、どちらも高い知識が要求された。また、プログラミングに関する問題では、C++、Java、Perlのいずれかが用いられた。プログラミング言語を選択できる基本情報技術者試験と異なり、受験者はいずれの言語にも対応できなければならなかった。

2008年（平成20年）春期を最後に廃止。後身は情報セキュリティアドミニストレータ試験と統合された情報セキュリティスペシャリスト試験。

## 形式
午前
試験時間100分。四肢択一式（マークシート使用）で55問出題、全問解答。IRT（項目応答理論）によって、最低200点〜最高800点の5点刻みで採点され、600点以上で合格（午前試験通過）である。
領域は「セキュリティと標準化」「ネットワーク」の2分野が最高レベル3で、出題の中心となる。他にレベル2で「コンピュータシステム」、「システムの開発と運用」、「データベース」が出題される。特にデータベースに関する問題数が2006年（平成18年）、2007年（平成19年）とも多かった。
なお、情報セキュリティアドミニストレータ試験に含まれる「情報化と経営」や「監査」は、この試験では出題されなかった。
午後I
試験時間90分。主題の設定となる文章とそれに対するいくつかの小問からなる大問が4問出題され3問を選択し解答。素点採点で、最低200点〜最高800点の5点刻みで採点され、600点以上で合格（午後I試験通過）である。ただし、午前試験が600点に満たなかった者は採点されない。
午後II
試験時間120分。2問出題され1問を選択し解答。素点採点で、最低200点〜最高800点の5点刻みで採点され、600点以上で最終的に合格である。ただし、午後I試験が600点に満たなかった者は採点されない。
セキュアプログラミングは、従前の情報処理技術者試験において出題されたことがなく、様々な憶測を呼んだ。平成18年は午後I、午後IIともにPerlのソースコードを読み解く問題が出題された。コードを記述させる問題は出題されず、問題点や改善方法を文章として記述する形式であった。2007年（平成19年）は午後IのみC++のソースコードを読み解く問題が出題され、午後IIではセキュアプログラミングに関する問題は出題されなかった。

## その他
- IT人材育成センター国家資格・試験部の統計資料による累計の受験者数46,442人、合格者数4,904人、合格率10.6％
  - 統計資料の応募者・受験者・合格者の推移表[1]において、本試験にかかる数値は情報セキュリティアドミニストレータ試験の数値と合算して情報セキュリティスペシャリスト試験に計上されている。
- 科目免除または任用資格
  - 弁理士試験の科目免除
  - 技術陸曹・海曹・空曹および予備自衛官補（技能公募）の任用資格
  - 警視庁特別捜査官の4級職（警部補）のコンピュータ犯罪捜査官の任用資格